# 巴哈伊信仰

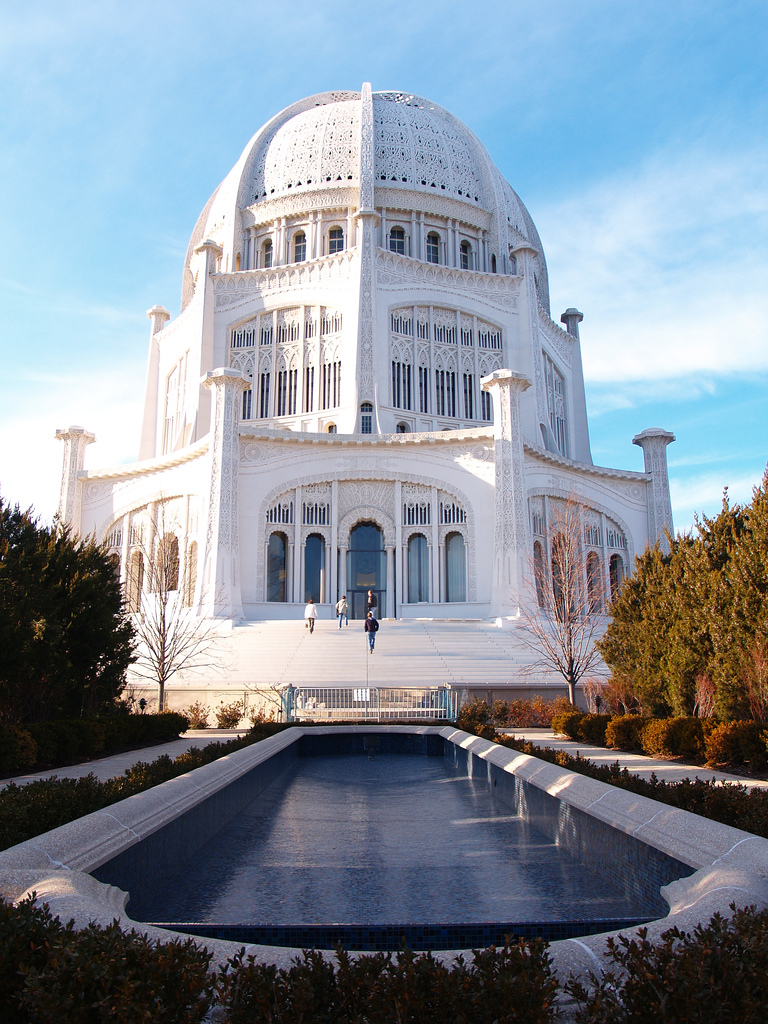
美国伊利诺州威尔米特的灵曦堂

巴哈伊信仰（波斯語： Bahá'iyyat，羅馬化：Bahá'iyya /bəˈhaɪ/；又称巴哈伊教，简称巴哈伊，旧译「大同教」），其基本教义可概括为“上帝唯一”、“宗教同源”和“人类一体”。1863年，巴哈伊信仰由巴哈欧拉创立于伊朗，并在中东地区开始传播。巴哈伊也可以指代接受巴哈伊信仰并按其准则生活的人，他们在提升和完善自身的同时也竭尽所能地促进他人及社会的福祉。巴哈伊信仰目前拥有800至900万信徒， 遍布于世界大部分国家和地区，在印度和伊朗的集中度最高。
巴哈伊教创始人为巴哈欧拉，其名意為「上帝之榮耀」，由此产生教名。根据巴哈伊的教义，宗教的历史是神差遣先知对人类进行教化的进化过程。神派遣列代圣使亚伯拉罕、摩西、释迦牟尼佛、琐罗亚斯德、耶穌基督、穆罕默德和巴孛，巴哈欧拉是其中最新的一位。
巴哈伊信仰自認来自上苍的新的启示，而非新的独立宗教。巴哈伊教没有神职人员和地方教堂；现在每个大洲建有一个灵曦堂，分别位於美洲美国伊利诺州威尔米特、大洋洲澳大利亚悉尼、非洲乌干达坎帕拉、欧洲德国法兰克福、中美洲巴拿马、亚洲印度新德里、太平洋萨摩亚和南美洲智利圣地亚哥。每座庙宇都有九面，每面有一大门，代表可以从各方向加入巴哈伊信仰。庙宇中不出售纪念品、不接受馈赠，宗教经费只来源于教徒的捐赠。礼拜仪式非常简单，没有固定的地点，在灵曦堂中可朗诵任何天啟諸教的经典作品。
巴哈伊信仰的新启示命定：每年19个月，每月19天，年末增加4天（闰年加5天）。每年公历3月21日（春分前後）为巴哈伊教曆新年，称为诺露兹节，和伊朗曆中的新年是同一天，也起源於該節日。每天从日落时开始。
由于巴哈伊教义的简单和普遍性，在世界各地发展很迅速，是一种生机勃勃的宗教。
1935年，清华大学校长曹云祥开始翻译巴哈伊教经典时，认为其社会主张与中国传统儒家思想的「世界大同」理想相通，故将其翻译为「大同教」，这个名字一直沿用到1990年代初期。1991年正式更名为「巴哈伊信仰」。

## 教义
巴哈伊教义核心原则为：上帝唯一，宗教同源，人类一体。

### 上帝
巴哈伊教相信唯一、不灭的神，祂是万物的创造者，宇宙中的一切存在皆为其所造。神的存在是永恒的，无始无终，是人格化的神，是启示的源泉，永恒，全知，永在和全能的。」虽然神不可直接触及，但祂可以被受造物感知，并且有意愿和目的。巴哈伊教相信，神通过多种方式表达其旨意，包括使用先知或圣师（亦称“上帝的显示者”）。为表达神的意愿，众先知在世界各地建立宗教。
巴哈伊教義中，神是如此伟大以至无法为人类完全认知，或描述出完整和准确的形象。在巴哈伊教里，神使用一些称号，例如「全能者」，或「至爱者」，并且强调神的一体性，他们拒绝三位一体之类的信条。

### 宗教

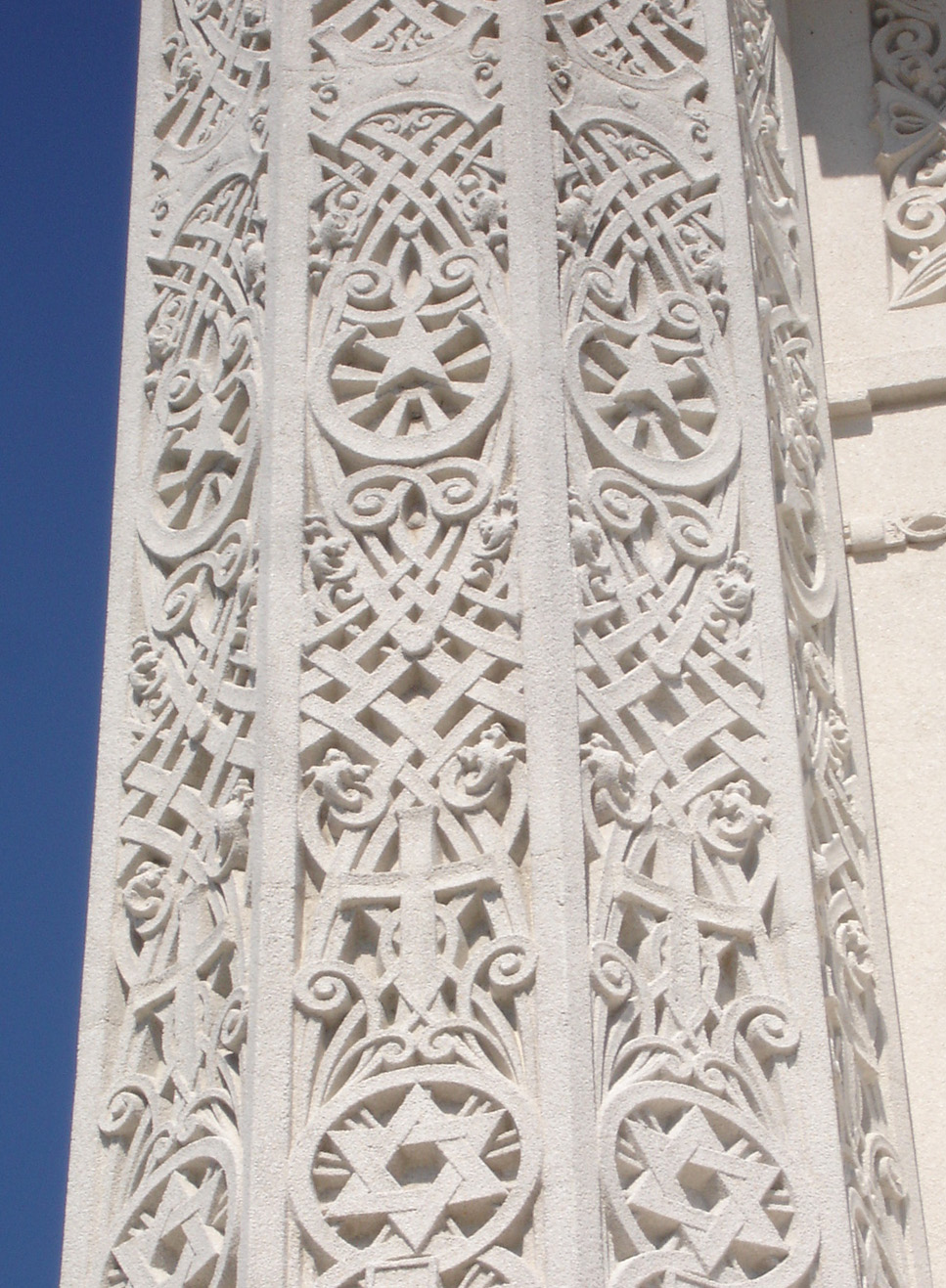
美国的巴哈伊灵曦堂建筑上的宗教符号

巴哈伊的渐进宗教启示观导致的结果是，他们接纳世界上主要宗教的有效性，认为这些宗教的奠基者和中心人物都是上帝之显示者。其中包括：耶稣、穆罕默德、摩西和釋迦牟尼等。另外，其他一些宗教人物如挪亚和亚伯拉罕也是神的先知。宗教历史是「上帝对人类旨意与目的之天启的不同阶段。」特定的宗教社会教导（例如，祷告的方向，或饮食的禁忌）被後来的显示者废弃，而建立与时代和场合更适合的新要求。相反，对于某些根本原则（如睦邻、慈善）则视为普世和不变的。巴哈伊认为，演进的启示过程不会终止。不过他们确实相信存在启示的周期。
但是，只要上帝愿意，上帝可以在任何时候对人类说话，给人类启示。上帝要对人类说话，谁能阻止上帝说：“启示周期还没到，你现在不能讲话？”天上地下，上帝都凭自己的旨意行事。
巴哈伊信仰有时被描绘成各类早期宗教的综合体。然而其信徒坚称他们的宗教有独特的传统，有来自上帝的新的启示，这些启示包含在巴哈伊信仰的经书，教训、律法和历史中。其文化和宗教源于回教什叶派，其建立过程类似于基督教信仰脱胎于犹太教。巴哈伊信徒把他们的宗教描述为世界性宗教，与其他宗教传统的区别在于巴哈欧拉给出的较新、较现代的训诫。巴哈欧拉据信满足了先驱宗教中所有关于弥赛亚的预言。

### 人类

这个符号象征人类与神的关联

巴哈伊信仰相信人类具有「理性灵魂」，并且使人具备独特的能力去认知神和人与其创造者的关系。每个人都有义务通过神的显示者们去认知神，并且顺从他们的教诲。借着认知和顺服、服务他人和定期祷告和学习教育者启示的经典，灵魂就能更接近神，这是巴哈伊信仰的属灵的理想境界。人死亡之后，灵魂就进入下一个世界，人于物质世界的属灵发展决定其在属灵世界的进度。天堂和地狱是在此世和彼世与神亲近或疏远的程度，死后并不存在物质世界意义中的奖赏或惩罚。
巴哈伊经典强调回归人的本性，抛弃偏见。人类原本是一家，虽然也是高度的多样化：种族和文化的多元化值得珍惜和宽容。种族主义、民族主义、种姓制度和阶级制度的教条是人为的、妨碍人类团结的。根据巴哈伊教义，人类团结是现今世界宗教和政治的最重要问题。

### 概要
1921－1957年担任信仰圣护的守基·阿芬第写下了以下教义概要，他认为这些是巴哈欧拉教诲中的独特原则，是巴哈伊信仰的基石：
独立寻求真理，不为迷信或传统所限：人类一家，是关键的原则和基本的信条；所有宗教的基本合一；谴责任何形式的偏见，无论是宗教、种族、阶级或民族的；宗教与科学和谐並进；男女平等，是使人类能够躍翔的两翼；普及义务教育；创造普及世界统一的语言；消灭极端的贫困和富有；成立世界最高法庭，解决国家之间的纠纷；乐于劳动，参与属灵侍奉；正义是人类社会和宗教的最高原则；以建立持久普遍的和平为全人类的最高目标。

### 社会生活准则
下列原则经常被列举，作为对巴哈伊基本教义的简单总结。这些原则来源于阿博都巴哈在1912年游历欧洲和北美洲时发表的演说。但该罗列并非唯一正式的版本，也有其他版本流传。
- 上帝唯一
- 宗教同源
- 人类一体
- 性别平等
- 消灭一切形式的偏见
- 世界和平与新世界秩序
- 宗教与科学并行不悖
- 独立探求真理
- 普及义务教育
- 普及辅助语言
- 服从政府，不参与政党政治
- 消灭极端的贫困和富有
- 禁止奴隶制
- 不断前进的文明

## 宗教经典
巴哈伊信仰的最高经典称为《亚格达斯经》（即《至圣之经》），他们视之为普世经典，是从“亘古”时期由上帝的显示者带来。还有一些地位很高的「次约」，是神的先知与信徒之间的约定，每个启示都是独特的，包括一些社会习俗和宗教团体权威。目前的时代，巴哈伊将巴哈欧拉的启示视为与信徒的圣约；巴哈伊相信该圣约是人应该努力追求的宗教美德。

### 神秘主义著作
虽然巴哈伊信仰主要关注社会和道德问题，它的一些基要经文仍有神秘色彩。阿芬第将《七谷经》（Seven Valleys）称作巴哈欧拉「最神秘的作品」。该书写给一位伊斯兰神秘主义流派蘇非主義信徒。它起初于1906年被翻译为英文，是西方国家出版的第一本有关巴哈欧拉的书。《隐言经》（Hidden Words）是巴哈欧拉同期写的另一本著作，包括153段短文，巴哈欧拉称之为「天启神秘中的宝藏」。

## 历史

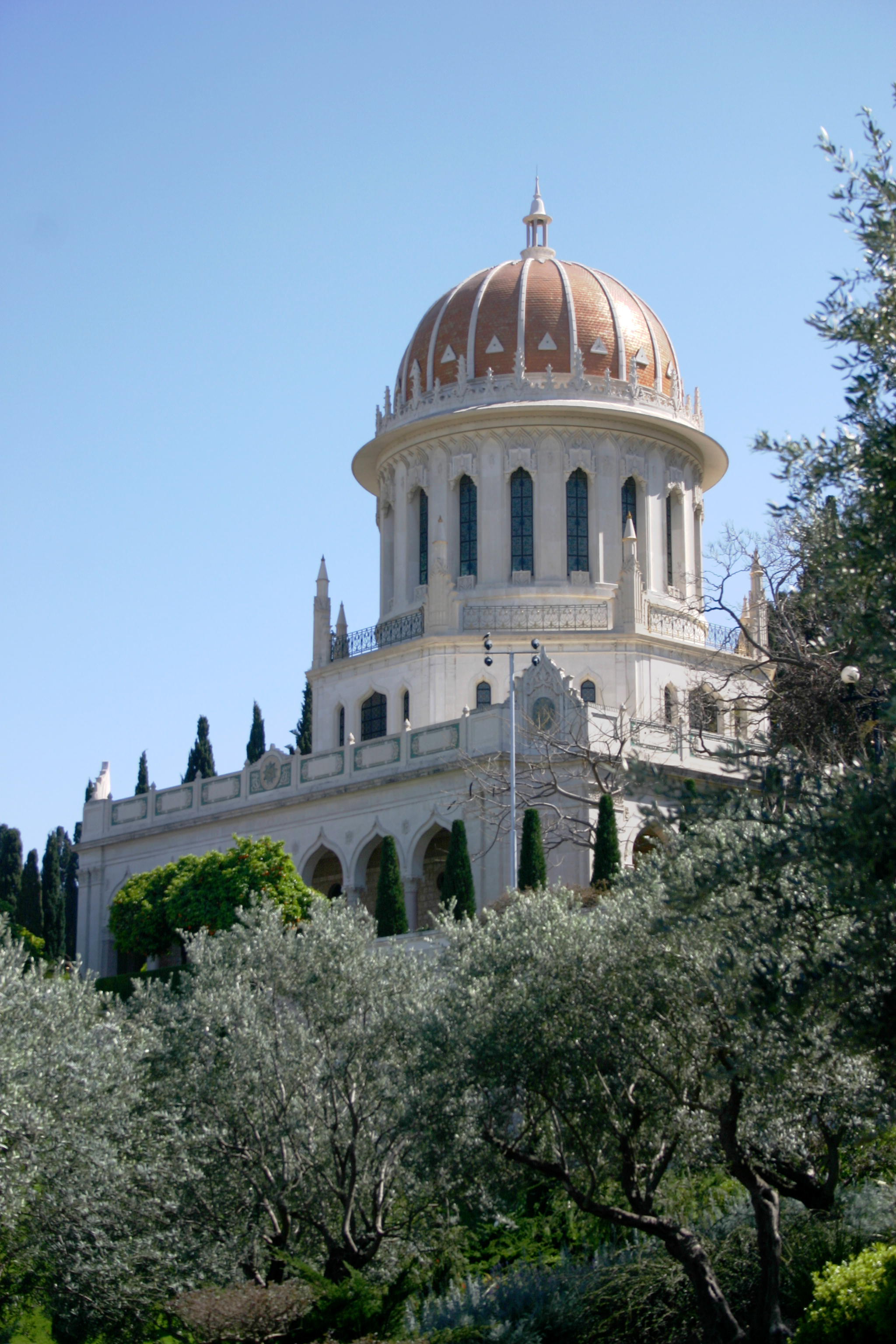
巴孛之墓，以色列海法

巴哈伊的历史通常寻迹于其领导者，始于巴孛在1844年5月23日在伊朗设拉子宣布立教，一系列该宗教的中心人物最终建立了管理规条。该宗教最初局限于波斯帝国和奥斯曼帝国，1892年巴哈欧拉去世后，其追随者扩散到亚洲和非洲的十三个国家。在其子阿博都·巴哈的领导下，该宗教开始在欧洲和美洲立足，并且在伊朗得到巩固，虽然仍遭受迫害。
1921年阿博都·巴哈去世后，在他的遗嘱中，指定他的长外孙守基·阿芬第为信仰的领导者——圣护，1957年守基·阿芬第去世后，巴哈伊的领导层由个人转化为选举和任命产生的管理系统，1963年选举产生了首届世界正义院。

### 巴孛
1844年，巴孛在伊朗的设拉子宣称自己是伊斯兰教什叶派信仰中的巴孛。随着巴孛的信仰开始蔓延，伊斯兰教士们将其视为威胁，巴孛的信徒遭受迫害，甚至有一段时期要面临生死的选择。政府与巴孛武装之间发生过数次武力冲突，巴孛本人被囚禁，并于1850年被处死。
巴哈伊将巴孛尊为巴哈伊信仰的先驱，因为巴孛的著作引入了“上帝的显示者“这一概念，这是即将降临的弥赛亚，而据巴哈伊的信仰，正是世界上最伟大的宗教经文中所宣称的，巴哈伊信仰的创始人巴哈欧拉的身份。巴孛的陵寝位於以色列的海法，是巴哈伊朝圣者的重要圣地。巴孛的遗体被秘密地从波斯转移到这个圣地，并且安葬在巴哈欧拉指定的陵墓中。

### 巴哈欧拉
密爾薩·胡賽因·阿里是巴孛的早期追随者之一，他后来得到巴哈欧拉的称号。由于这个缘故，他于1852年被逮捕。他声称，在德黑兰的地牢中，他受到启示，他就是巴孛所企盼的那一位先知。1863年4月21日，他在巴格达向信徒们宣布，他就是那位被预言之圣使。所以这一天也被订为巴哈伊最重要的节日：“里兹万节”，以此来纪念巴哈欧拉向天下昭示自己的使命。在他受迫害的时间裡，他撰写了大量的书和作品以宣布他的教义。从阿德里安堡和阿卡，他向一些东方的、欧洲和美洲重要的国王和君主、教宗庇護九世、伊斯兰的君王以及其他宗教的领袖寄发了他的使命并发出号召：尽快地统一起来为建立起一个共同的信仰和持久的世界和平而努力。
此后不久，他被从波斯驱逐到奥斯曼帝国的巴格达，1863年4月21日，他在巴格达向信徒宣誓了自己的身份。在这个时期，巴哈欧拉与巴哈伊另外一个有争议的领袖、也即巴哈欧拉的弟弟Subh-i-Azal之间的关系紧张，为避免引起争斗和分裂，他避世隐居于苏雷曼尼叶山区达数年之久。巴哈欧拉的1866年声明又将紧张推向顶点，而随着时间流逝，他的影响与日俱增，整个巴哈伊信仰们又紧密地团结在了一起。随后，巴哈欧拉先后被驱逐到伊斯坦布尔、阿德里安堡（今埃迪爾內）在阿德里安堡，他给几位统治者写信，其中包括苏丹阿布杜勒阿齊茲，宣称自己是神的先知。结果是，巴哈欧拉被放逐到今日以色列境内的阿卡。
在他的生命接近终点时，对他的严厉监禁措施逐渐放松，他被允许生活在阿卡附近的家中，不过仍维持囚徒身份。1892年，他在那里去世。他的陵墓是巴哈伊信徒每日祷告要面对的方向。在巴哈欧拉的一生中，他留下了大量的著作；其中许多是巴哈伊信仰的主要神学著作。

### 阿博都·巴哈

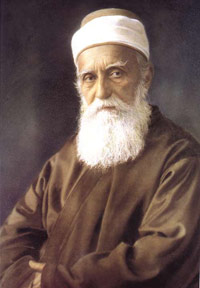
阿博都·巴哈

阿巴斯·阿芬第是巴哈欧拉的长子，他的称号是阿博都巴哈，意为“巴哈之仆”。其父留下遗嘱，任命他做巴哈伊的领袖，并指定他作信仰的首领，是巴哈欧拉著作的唯一权威解释人。
阿博都·巴哈在父亲被放逐、囚禁期间一直跟随，直到1908年青年土耳其人革命期间才被释放。获释后，他一直旅行、演讲、布道、与巴哈伊信徒交流，传播巴哈伊信仰。

### 巴哈伊行政机构

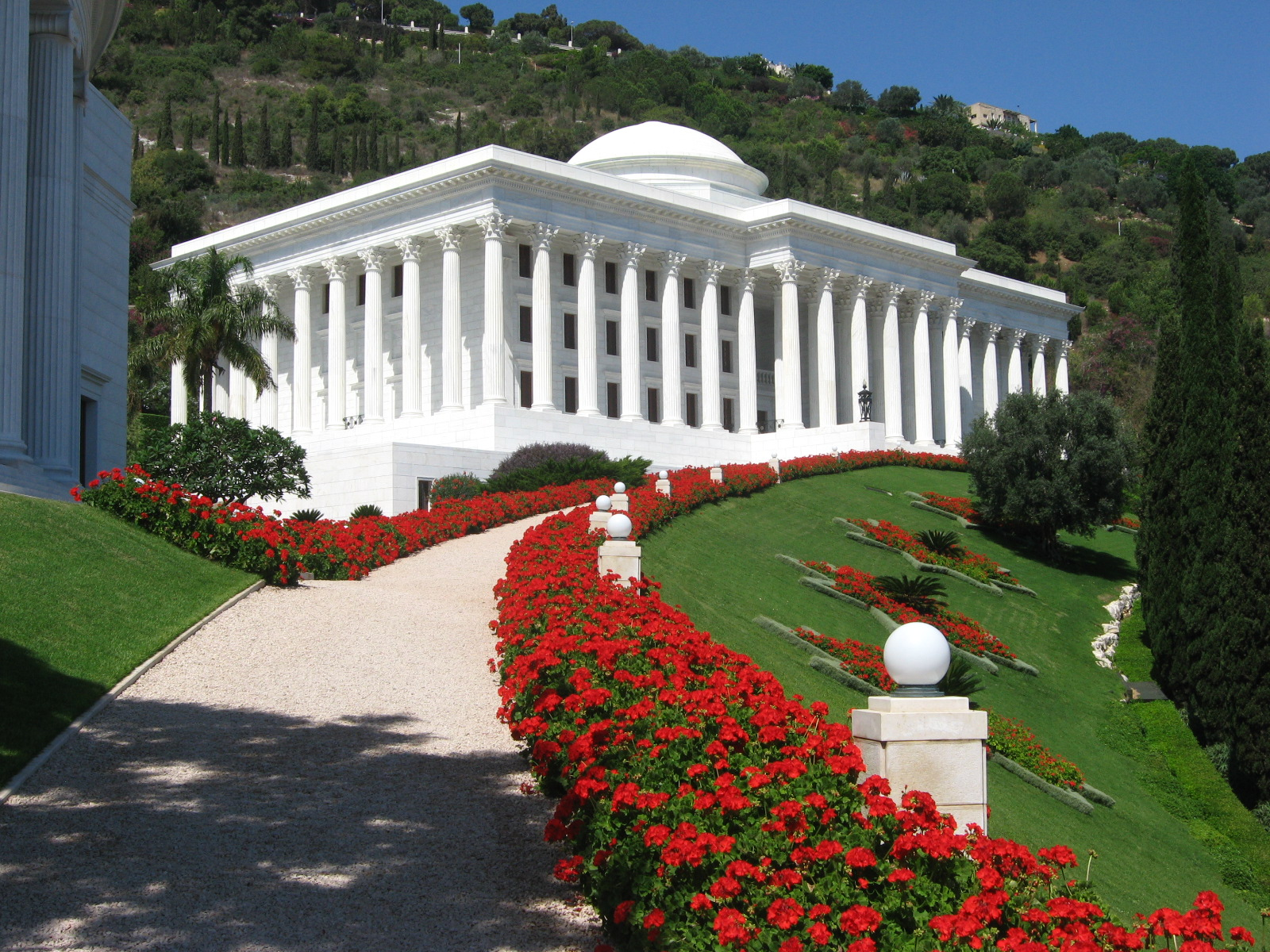
位于以色列海法的世界正义院

巴哈欧拉的《亚格达斯经》和《阿博都巴哈的遗嘱》是关于巴哈伊行政体系的根本典籍。巴哈欧拉建立了选举制的「世界正义院」，阿博都·巴哈建立了任命制的圣护制，并明确了两个机构之间的关系。在阿博都巴哈的遗嘱中，他任命了的长外孙守基·阿芬第为巴哈伊信仰的第一任圣护。
守基·阿芬第毕其一生翻译了《巴哈伊文选》；发展了一个将巴哈伊信仰向全球扩展的计划；开发了巴哈伊世界中心；回应了世界各地的询问；建立了该宗教的管理结构，为世界正义院的选举做好了准备。他在1957年去突然离世，未能留下任何遗嘱指定继承人。
在巴哈伊的地方、地区和国家三层的管理机构中，均有选举产生的九名成员组成的「灵体会」，管理教区事务。同时，同级任命成员组成的理事会行使教育和保护教区的职能。巴哈伊教没有教士阶层。
世界正义院首次设立于1963年，是巴哈伊信仰的最高管理机构，其九名成员由各国灵体会选举产生。年满21岁的巴哈伊信徒享有被选举权；除世界正义院的9名成员必须是男性外，男女信徒有同等权力出任所有其他的职位。

### 国际拓展计划
1939年阿芬第发起第一个七年拓展计划，1946年再次推出类似计划。1953年他发起十年向世界进军计划，为巴哈伊信仰的推广制定了雄心勃勃的规划，将巴哈伊的经典翻译为多个语言，向未传教国家派遣巴哈伊拓荒者。他在一封信中提出，拓展计划将在世界正义院的指导之下进行。1964年，世界正义院开始了一个九年计划，以及后续的几个长期计划，指导巴哈伊信仰在世界上拓展。

### 现阶段的计划
自1990年起，正义院主导了巴哈伊社区大规模扩展的预备计划，组织地区居民的整合，建立地区管理机构和培训设施。在最近完成的五年计划裡（2001-2006）关注于发展设施和「保持大规模扩展和团结」。自2001年起，全世界的巴哈伊社区都鼓励儿童课程，信徒聚会，和对巴哈伊宗教信仰的系统学习。2005年12月始，新的重点目标关注於青少年，特别是11至14岁之间的年轻人。
第二个五年计划于2006年4月发起；呼吁世界各地的巴哈伊信徒在1500个社区中实施先进的增长模式和社区发展计划。
同时推进本土化的多级选举程序。从2001年至2021年的四个连续五年计划的实施，被提高到用于纪念巴哈欧拉逝世一百周年。

## 信徒分布

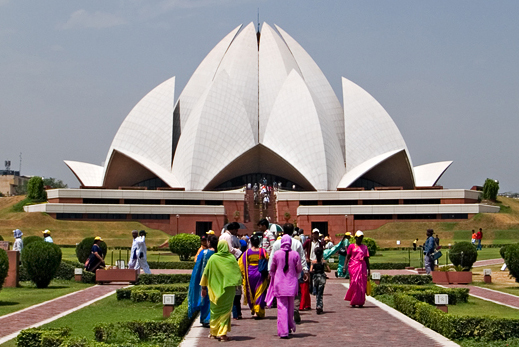
印度德里巴哈伊莲花寺每年吸引400万来访者。

巴哈伊的资料估计，在全世界他们有超过600万信徒。百科全书和类似资料记载，在21世纪初全世界有200至800万巴哈伊信徒。《世界基督徒百科全书》估计，2000年全世界共有710万巴哈伊信徒，分布于218个国家和地區。
在第一次世界大战期间，巴哈伊教从其发源地波斯和奥斯曼帝国传入西方国家。又过了五十年，传入第三世界国家。
根据《2004年世界年鉴》：
巴哈伊信徒主要生活在亚洲（360万6），非洲（180万）和拉丁美洲（90万）。据估计，全世界最大的巴哈伊社区在印度，有220万之众；其次是伊朗，有35万；然后是美国，15万。除了这些国家，信徒的数字差距很大。目前，没有一个国家的巴哈伊信徒占据人口多数。圭亚那是巴哈伊信徒占人口比例最高的国家（7%）。
根据《不列颠年鉴》，以信徒所在国家数目统计，巴哈伊教是世界上分布第二廣泛的宗教（仅次於基督教），出现在247个国家和地区，包括2,100个人种、种族和部落团体。其圣典有800种文字翻译。据外交政策杂志，巴哈伊信仰是2007年信徒人数增长率最快的宗教，为1.7%。

### 中国
早在巴哈欧拉还在世的时候，巴哈伊信仰就已传入了中国。
第一位有书面记载的在中国生活的巴哈伊是一位波斯人哈吉·米尔扎·穆罕默德·阿里，他于1862年至1868年在上海居住。1870年他移居香港，和他的兄弟在那里合开了一家贸易公司，直至1897年。此外，在1881年至1882年，巴孛夫人的一位外甥亦曾在香港居住。
中华民国大陆时期的巴哈伊又被称为“大同教”，因为其基本教义里有"世界大同"的主张。
清华学校第5任校长曹云祥（1881－1937）是一名巴哈伊信徒。除了教育领域的建树，他对巴哈伊信仰在中国的传播也起了开创性的重大贡献。他曾多次在公开场合演讲并撰写大量文章，介绍和赞扬巴哈伊教及其教义，自30年代起还亲自翻译了很多巴哈伊经典，如《已答之问题》、《亚卜图博爱之箴言》、《新时代之大同教》、《世界之趋势（大同教宣言）》以及《至大之和平》等。这些演讲、著述和译作也一并收录于山东大学蔡德贵所著的《清华之父曹云祥》第二部。在20世纪30年代，上海就有一家名为“大同社”（“大同教社”）的出版社系统出版了这些作品。
改革开放后，巴哈伊信仰在中国大陆地区重新有所发展。目前巴哈伊信仰在中国大陆地区，对教育、妇女问题、农村与农业等领域的发展予以大力的关注，巴哈伊信仰者以一种学习小组的形式展开活动。
中国著名的巴哈伊信徒有清华大学第5任校长曹云祥、香港男歌手方大同（美国国籍）、SOHO中国的联合创始人潘石屹和张欣（美国国籍）。
此外，在澳门有一所以巴哈伊教义为基础的教育机构——联国学校。

## 社会实践

### 劝诫
巴哈伊信仰律法的根本来源是巴哈欧拉的著作《亚格达斯经》。下列是其基本律法和宗教礼仪：
- 年逾15岁的巴哈伊信徒每日进行义务祈祷。这类祷告文有三种，每日可选其一。
- 禁止背后诽谤和议论他人。
- 每年3月2日至20日的19天，成年（指年满15周岁）、健康的巴哈伊信徒必须在日出到日落间斋戒。
- 巴哈伊信徒不得饮酒或使用毒品，除非有医生处方。
- 不赞同婚外性行为。
- 严格禁止赌博。

《亚格达斯经》中的一些律法到今日仍然有效，并且其管理机构会给予某种程度的强制，随着巴哈伊社区的扩大，巴哈欧拉对于其它律法的实施提供了一些循序渐进的方法。这些律法如果与信徒居住地的世俗法律无冲突，则信徒必须严格遵守，而祷告、禁食之类个人宗教礼仪完全是个人的义务。

### 婚姻
巴哈伊婚姻是一个男人与一个女人的结合，其目的是孕育两个同伴與其子女间的灵性和谐、友爱和合一。巴孛对于婚姻的教诲是，它是「生存和得救的壁垒」，并且将婚姻和家庭置於社会的基石这一重要位置。巴哈欧拉高度评价婚姻，宣称那是神的永恒诫命，夫妻应致力提高彼此的灵性，并且反对婚外情。巴哈伊不鼓励离婚，但如果夫妇之间真的互相招致怨恨，根据巴哈伊律法，夫妇可以在分居一年以后，确认无法重燃爱火，仍然互相怨恨后离婚。
巴哈伊倾向于「了解对方的性格并且在婚前用一段时间彼此相知，一旦结婚就应有永结同心的意愿。」虽然父母不应为子女选择配偶，然而俩人决定结婚就必须徵得双方父母的同意，即使其中一方不是巴哈伊信徒。
在巴哈伊信仰中，跨種族婚姻是大力称许的。巴哈伊的婚礼很简单：唯一必不可少的仪式是，新人必须在两个证人面前宣读婚姻誓言：
我们将完全、彻底地服从神的旨意。

### 工作
巴哈伊禁止闭门修道，而是努力将精神修养根植于日常生活之中。例如，从事的工作不仅是必要、而且是当做一种崇拜形式。巴哈欧拉禁止乞丐或禁欲主义的生活方式，鼓励信徒们「热切关注」社会的需要。在巴哈欧拉的著作中，更进一步地强调了自我努力和服务人类在灵性生活中的重要性，他说本着为人类服务的精神而工作在神看来如同祷告和崇拜一样。

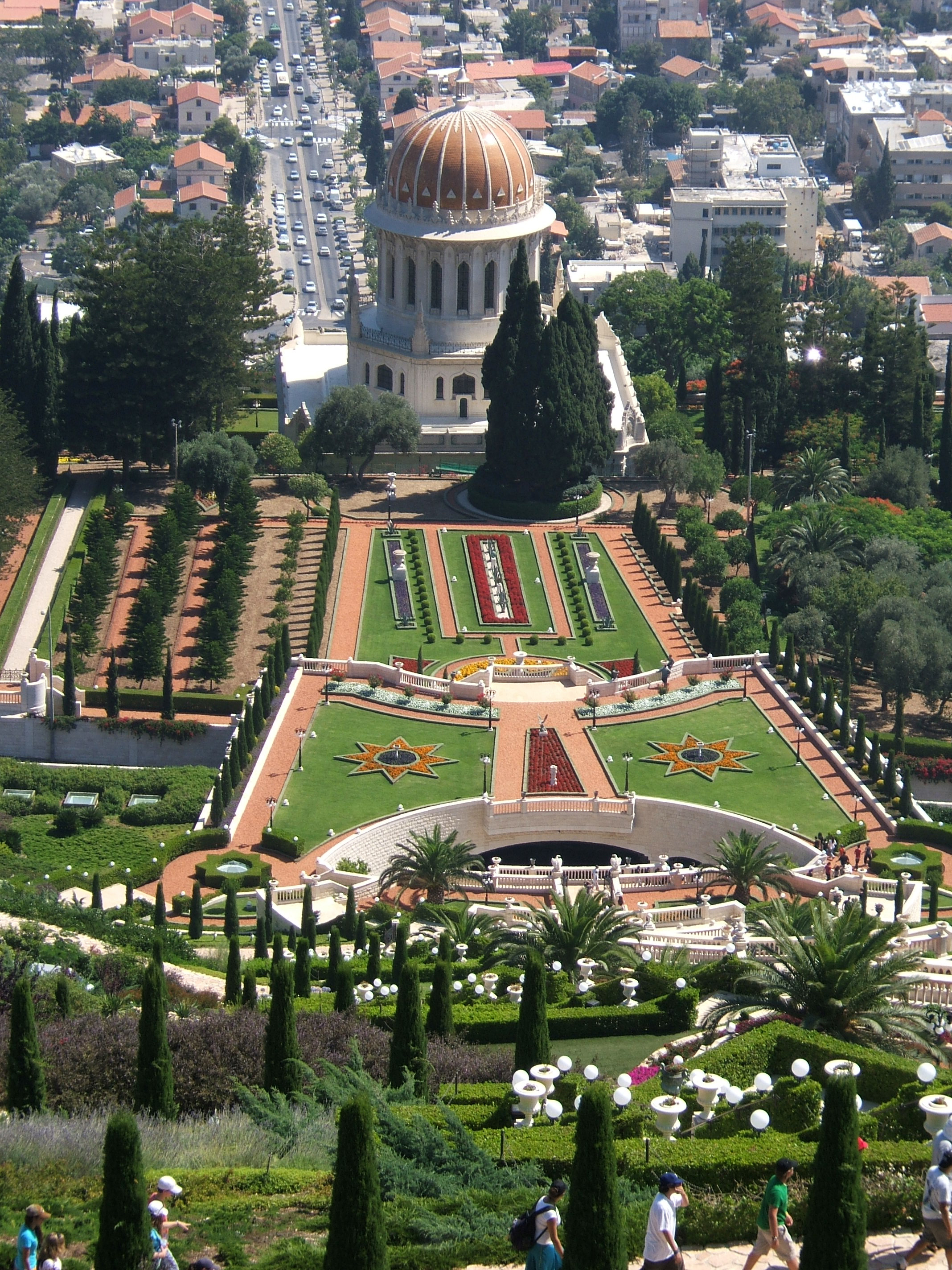
以色列的巴哈伊花园。

巴哈伊在纽约和日内瓦的联合国机构内设有办公室，并且在联合国的地区特使和机构中拥有代表。最近又在联合国机构内设立了环境和妇女发展办公室。巴哈伊还参与了其它联合国部门的开发项目。在2000年联合国世纪发展论坛，巴哈伊是高峰会议中唯一被邀请的非政府机构发言人。这篇文章有巴哈伊信仰与联合国关系的详尽信息。

### 崇拜场所

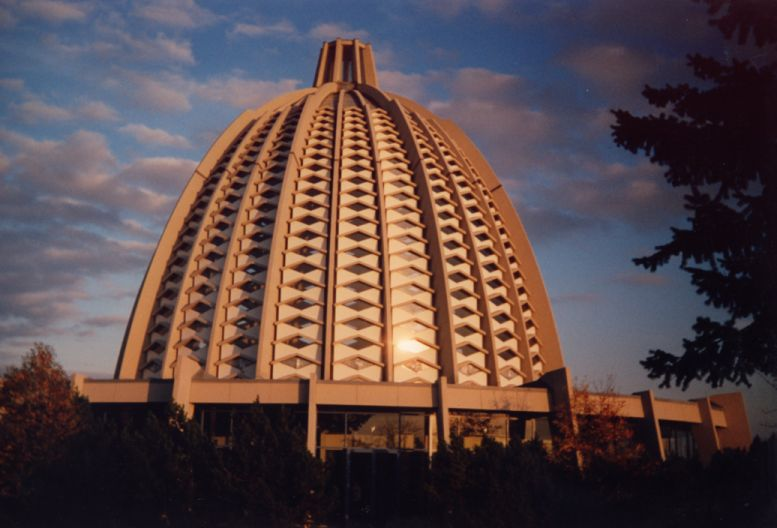
位于德国的灵曦堂

巴哈伊聚会一般在信徒家里或者租借场地举行。在全世界有八座大洲灵曦堂。巴哈欧拉的著作中构想的机构叫做“迈什里古勒-埃兹卡尔”，是包括医院、大学等等的综合体。
在土库曼斯坦阿什哈巴德的巴哈伊第一座迈什里古勒-埃兹卡尔是唯一符合这个要求的建築。它竣工于1908年为当地巴哈伊社团使用，是一棟超前於他所處的時代的新穎建築，但1938年被苏維埃政府沒收。更可惜的是，後來的一場地震使這棟建築嚴重受損，於1963年被拆除。

### 历法
目前的巴哈伊历法是巴孛最早提出的。它的元年是巴孛开始宣教的1844年。用春分，也就是公历的3月21日作为巴哈伊曆的元旦，这是从波斯的旧历法裡继承過來的。巴哈伊历以日落为旧的一天之结束和新的一天之开始。
在巴哈伊曆中一年有19个月，每个月有19天，合共361天；另有4-5天为「愉快的日子」（闰日，阿亚密哈），从2月26日开始，3月1日结束。“十九”这个数字和波斯文“瓦希德   ”（独一无二）冥合，此词在波斯文中字母数值为十九。巴孛按他所理解的上帝的属性，给每个月份命名：分别是：荣、华、美、耀、光、恩、道、全、名、力、志、智、权、言、问、尊、治、统、崇。其中最后一个月——崇月，从3月2日到3月20日，是巴哈伊教的斋月。巴哈伊教徒在每月的第一天会组织聚会，叫做十九日灵宴会，在集会上他们进行主要的社会活动和教义探讨。

### 符号

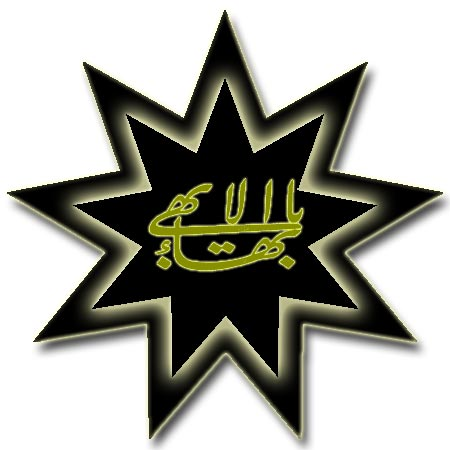
九角星，内置字体为至大圣名。

巴哈伊教的正式符号是五角星，但是九角星的符号更加常用。该符号和里面的字体代表的是至高者。符号由两颗星重叠，有荣耀的光辉点缀，纪念三个合一。至高者的名字是Template:ArB「荣耀的至高者！」

### 在联合国的活动
巴哈欧拉的著作提到了现代人类集体生活对于世界政府的需要。因此，巴哈伊信徒支持由国际联盟和联合国之类的组织改善国际关系。巴哈伊社区在以色列海法世界正义院的指导下，出任下列组织的顾问：
- 联合国经济及社会理事会
- 联合国儿童基金会
- 世界卫生组织
- 联合国妇女权能署
- 联合国环境署

## 迫害

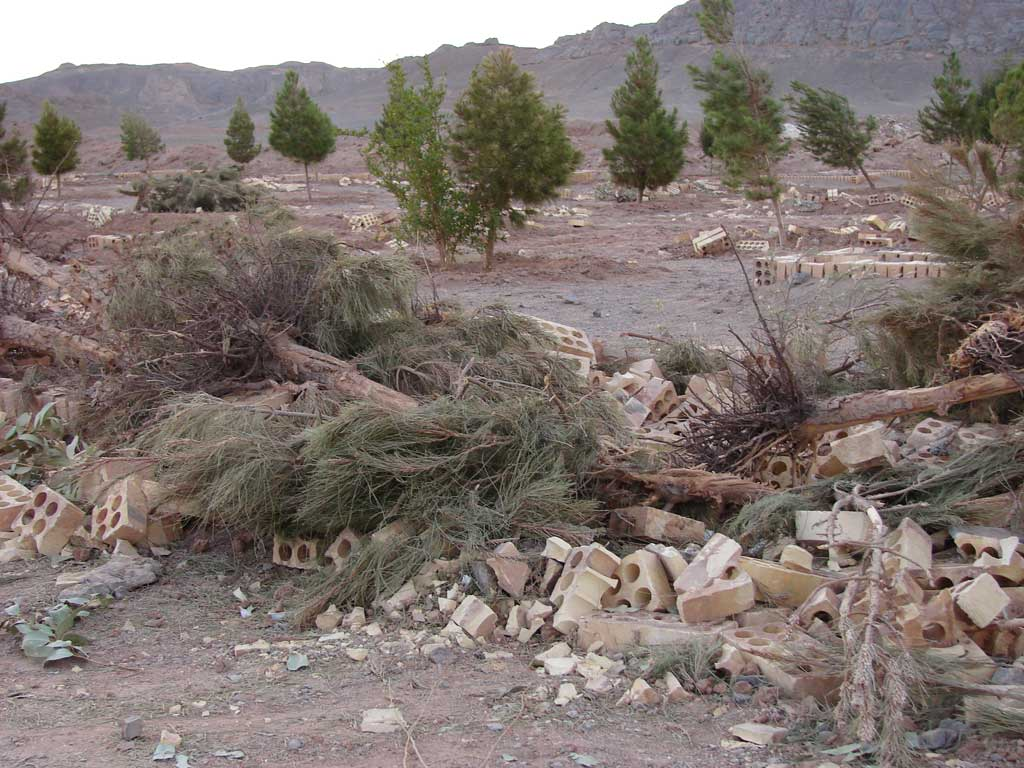
伊朗亚兹德的巴哈伊陵园被政府毁坏

巴哈伊宗教在伊斯兰国家持续遭受迫害，尤其是在伊朗，在1978年至1998年间，逾200名教徒被处决。2006年12月16日，埃及最高法院判决，政府不承认巴哈伊宗教。结果，埃及的巴哈伊信徒无法取得各種政府簽發的証明文件，包括身份证、出生证、死亡證、结婚证、离婚证、护照，以及其他需要列明宗教信仰的证件。同时，他们也失去被雇佣、受教育，甚至是接受医疗服务或投票的权利。埃及个人权利维护组织指出，最高法院大法官的新闻公告对该组织提出的陈述和异议未作任何回应，仅仅讨论了巴哈伊信仰的基本教义，而这些教义不应影响法院的判决。
自1979年伊朗伊斯兰革命后，伊朗巴哈伊信徒的居所定期受到政府搜查，而且信徒们被禁止进入大学学习或从事政府工作，有信徒因为参加巴哈伊经文的学习而被投入监狱。巴哈伊信徒的墓地受到侮辱，财产被剥夺，巴哈欧拉父亲的故居被夷为平地。巴哈伊的朝圣地——巴孛的故居两次被捣毁。
巴哈伊的处境近期有进一步恶化；联合国人权委员会在2005年10月的一份报告中说，伊朗武装力量司令部的一封密信表明巴哈伊信徒受到甄别和监视。2005年11月，极具影响力的国营报纸《Kayhan》由伊朗最高领袖阿里·哈梅內伊任命的总编辑发表了30多篇丑化巴哈伊信仰的文章。有鉴于此，联合国人权委员会报告特别撰稿人在2006年3月20日表示，她「对于此类监视行动的结果可能导致的对巴哈伊信徒的迫害和歧视感到担忧」，该撰稿人所担心的伊朗境内少数宗教的境况在近期开始恶化。
2010年8月，伊朗七名巴哈伊领导人被判处20年有期徒刑，罪名为从事间谍活动、反对伊斯兰政府的宣传活动以及建立非法政府，激起美国、英国、荷兰等国对伊朗的人权谴责。2010年9月，或由于国际影响及人权人士的活动，据称该七名巴哈伊教人士被减刑一半至10年。

### 回应
普林斯顿大学的伊斯兰研究学者伯纳德·刘易斯认为，穆斯林和伊斯兰权威机构对于如何接纳巴哈伊之类的后伊斯兰一神教颇感困扰，原因是：这类宗教的信徒既不能归类于亚洲多神论或非洲泛靈論一类的信徒，也不能归类于前期宗教（犹太教、基督教）信徒。更难接受的是，这类人的存在代表着对穆罕默德终极启示的伊斯兰教义的挑战。

### 引用
1. 1 2 3 4 5 6 7 8  Hutter, Manfred. . Jones, Lindsay  (编).  2 2nd. Detroit, MI: Macmillan Reference USA: 737–740. 2005. ISBN 978-0-02-865733-2.
2. ↑  Hutter 2005，第737–740頁.
3. 1 2  . . Chicago: Encyclopaedia Britannica. 1988. ISBN 978-0-85229-486-4.
4. ↑  Effendi, Shoghi. . Wilmette, Illinois, USA: Bahá'í Publishing Trust. 1944: pp.139  [2006-12-26]. ISBN 978-0-87743-020-9. （原始内容存档于2011-01-14）.
5. ↑  Cole, Juan. . Bahá'í Studies. 1982,. monograph 9: pp. 1–38  [2006-12-26]. （原始内容存档于2015-03-02）.
6. ↑  Stockman, Robert. . Baha'i Studies Review.
7. ↑  `Abdu'l-Bahá.  Softcover. Wilmette, Illinois, USA: Bahá'í Publishing Trust. 1990: 113  [2006-12-26]. ISBN 978-0-87743-162-6. （原始内容存档于2011-07-28）.
8. 1 2 3 4 5 6 7 8 9 10 11  Britannica 1992
9. ↑  McMullen 2000，第7頁.
10. ↑  McMullen, Michael D. . Atlanta, Georgia: Rutgers University Press. 2000: pp. 7. ISBN 978-0-8135-2836-6.
11. ↑  `Abdu'l-Bahá.  Hardcover. Wilmette, Illinois, USA: Bahá'í Publishing Trust. 1978: pp. 67  [2006-12-26]. ISBN 978-0-85398-081-0. （原始内容存档于2022-01-16）.
12. ↑  McMullen, Michael D. . Atlanta, Georgia: Rutgers University Press. 2000: pp. 57–58. ISBN 978-0-8135-2836-6.
13. 1 2  Masumian, Farnaz. . Oxford: Oneworld Publications. 1995. ISBN 978-1-85168-074-0.
14. ↑  Effendi, Shoghi. . Wilmette, Illinois, USA: Bahá'í Publishing Trust. 1944: pp. 281  [2006-12-30]. ISBN 978-0-87743-020-9. （原始内容存档于2023-03-22）.
15. 1 2  . bahai.com. 2006-03-26  [2006-06-14]. （原始内容存档于2006-06-15）.
16. ↑  Dewey, J.J. . . 1999. （原始内容存档于2007年2月12日）.
17. ↑  Taherzadeh, Adib. . Oxford, UK: George Ronald. 1972. ISBN 978-0-85398-344-6.
18. 1 2  Momen, Moojan. .   [2006-06-14]. （原始内容存档于2021-02-23）.
19. ↑  Taherzadeh, Adib. . Oxford, UK: George Ronald. 1976: pp. 96–99. ISBN 978-0-85398-270-8.
20. ↑  Taherzadeh, Adib. . Oxford, UK: George Ronald. 1987: 125. ISBN 978-0-85398-270-8.
21. 1 2 3 4  Affolter, Friedrich W.  (PDF). War Crimes, Genocide, & Crimes against Humanity. Jan  2005, 1 (1): pp. 75–114  [2006-05-31]. （原始内容 (PDF)存档于2006-11-08）.
22. ↑  Smith 2008，第56頁.
23. ↑  Winter, Jonah. . Master of Arts Thesis, University of Toronto. 1997-09-17  [2007-01-10]. （原始内容存档于2020-10-13）.
24. 1 2 3  Balyuzi, Hasan.  Paperback. Oxford, UK: George Ronald. 2001. ISBN 978-0-85398-043-8.
25. 1 2 3  . . 1989.
26. ↑  Smith 2008，第20–21, 28頁.
27. ↑  Bahá'u'lláh. . Wilmette, Illinois, USA: Bahá'í Publishing Trust. 1994: pp.217 [1873-92]  [2007-01-10]. ISBN 978-0-87743-174-9. （原始内容存档于2019-05-14）.
28. 1 2 3 4  Esslemont 1923
29. ↑  Stockman, Robert. . Joel Beversluis (ed)  (编). . Grand Rapids, MI: CoNexus Press. 1995.
30. ↑  Smith 2008，第205頁.
31. ↑  Danesh, Helen; Danesh, John; Danesh, Amelia. . M. Bergsmo (Ed.)  (编). . Oxford: George Ronald. 1991. ISBN 978-0-85398-336-1.
32. ↑  Hassal, Graham. . Journal of Bahá'í Studies. 1996, 6 (4): pp.1–21.
33. ↑  Momen, Moojan; Smith, Peter. . Religion. 1989, 19: pp. 63–91  [2007-02-10]. （原始内容存档于2020-10-13）.
34. 1 2  Universal House of Justice. . bahai-library.org. 2003-01-17  [2006-06-15]. （原始内容存档于2006-05-17）.
35. 1 2 3  Universal House Of Justice. . West Palm Beach, Florida: Palabra Publications. 2006.
36. ↑  Bahá'í International Community. . Bahá'í International Community. 2006  [2006-05-31]. （原始内容存档于2006-06-13）.
37. 1 2  Encyclopædia Britannica. . Encyclopædia Britannica. 2002  [2006-05-31]. （原始内容存档于2007-03-12）.
38. ↑  adherents.com. . adherents.com. 2002  [2005-08-28]. （原始内容存档于2008-06-15）.
39. ↑  World Book editors (编). . World Book Inc. 2002. ISBN 978-0-7166-0103-6.
40. ↑  Paul Oliver. . McGraw-Hill. 2002. ISBN 978-0-07-138448-3.
41. ↑  Barrett, David A. . 2001: 4  [2012-04-24]. （原始内容存档于2011-04-16）.
42. ↑  FP Magazine. . FP. May 1, 2007  [May 5, 2008]. （原始内容存档于2013-06-23）.
43. ↑  Universal House of Justice. . bahai-library.org. 1991-12-09  [2006-07-11]. （原始内容存档于2013-12-25）.
44. 1 2  Universal House of Justice. . . Wilmette, Illinois, USA: Bahá'í Publishing Trust. 1992: pp. 5  [2007-01-23]. ISBN 978-0-85398-999-8. （原始内容存档于2020-11-24）.
45. ↑  Walbridge, John. . bahai-library.org. 2006-03-23  [2006-07-11]. （原始内容存档于2016-03-05）.
46. 1 2  Local Spiritual Assembly of the Baha'is of Warwick. . Bahá'ís of Warwick. 2003-10-12  [2006-06-14]. （原始内容存档于2006-05-28）.
47. ↑  . Willmette, IL: Bahá’í Publishing Trust. 1997  [2007-01-23]. ISBN 978-0-87743-258-6. （原始内容存档于2007-02-10）.
48. ↑  Bahá'u'lláh. . Wilmette, Illinois, USA: Bahá'í Publishing Trust. 1992: pp. 105 [1873]  [2007-01-23]. ISBN 978-0-85398-999-8. （原始内容存档于2023-04-05）.
49. ↑  Bahá'u'lláh. . Wilmette, Illinois, USA: Bahá'í Publishing Trust. 1991: pp. 122  [2007-02-10]. ISBN 978-0-87743-064-3. （原始内容存档于2011-05-11）.
50. 1 2  Bahá'í International Community. . bahai.org. 2006  [2006-06-15]. （原始内容存档于2012-02-04）.
51. ↑  Bahá'í World News Service. . Bahá'í International Community. 2000-09-08  [2006-06-01]. （原始内容存档于2006-04-22）.
52. ↑  adherents.com. . adherents.com. 2001-05  [2006-06-14]. （原始内容存档于2006-06-17）.
53. ↑  Smith 2000，第236頁: "Mashriqu'l-Adkhar"
54. 1 2 3  .   [2007-04-09]. （原始内容存档于2015-11-17）.
55. ↑  Effendi, Shoghi; The Universal House of Justice. Hornby, Helen（Ed.） , 编. . Bahá'í Publishing Trust, New Delhi, India. 1983  [2007-01-23]. ISBN 978-81-85091-46-4. （原始内容存档于2020-10-13）.
56. ↑  Faizi, Abu'l-Qasim. . Bahá'í Publishing Trust, PO Box No. 19, New Delhi, India. 1968  [2007-01-23]. （原始内容存档于2020-11-14）.
57. 1 2  International Federation for Human Rights.  (PDF). fdih.org. 2003-08-01  [2006-10-20]. （原始内容存档 (PDF)于2006-10-31）.
58. 1 2 3  Egyptian Initiative for Personal Rights. . eipr.org. 2006-12-16  [2006-12-16]. （原始内容存档于2007-02-09）.
59. ↑  Netherlands Institute of Human Rights. . Netherlands Institute of Human Rights. 2006-03-08  [2006-05-31]. （原始内容存档于2006-05-02）.
60. ↑  Bahá'í International Community. . Religion News Service. 2005-04-14  [2006-03-08]. （原始内容存档于2006-02-21）.
61. 1 2  Asma Jahangir. . United Nations. 2006-03-20  [2006-06-01]. （原始内容存档于2006-04-26）.
62. ↑  Michael Rubin. . Middle East Forum. 2006-01-25  [2006-06-01]. （原始内容存档于2008-05-11）.
63. ↑  BBC News. . BBC News. 2005-08-16  [2006-06-01]. （原始内容存档于2021-02-24）.
64. ↑  Bahá'í International Community. . Bahá'í International Community. 2006  [2006-06-01]. （原始内容存档于2006-06-19）.
65. ↑  美国参考. . American.gov. 2010-08-17. （原始内容存档于2010-08-28）.
66. ↑  美国之音中文网. . 美国之音中文网.   [2011-12-03]. （原始内容存档于2012-09-19）.
67. ↑  Lewis (1984) p.21